# Comuna Lantrativka, Troițke
Lantrativka (în ucraineană Лантратівка) este o comună în raionul Troițke, regiunea Luhansk, Ucraina, formată din satele Babîceve și Lantrativka (reședința).

## Demografie
Componența lingvistică a comunei Lantrativka
     Ucraineană (93,72%)
     Rusă (6,13%)
     Alte limbi (0,05%)
Conform recensământului din 2001, majoritatea populației comunei Lantrativka era vorbitoare de ucraineană (93,72%), existând în minoritate și vorbitori de rusă (6,13%).